# موشک دهلاویه (هواپایه)
موشک دهلاویه (هواپایه) موشک هوا به زمینِ ایرانی است که دارای هدایت لیزری و بُردی بیشتر از ۸ کیلومتر است. وزنِ کم در این موشک به منظور اهداف زرهی به‌طور نقطه‌زن با قدرت نفوذ ۱۲۰ سانتی‌متر می‌باشد. این موشک هواپایه پیش از این، کاربرد زمین-پایه داشت اما در حال حاضر به سطح «هوا پایه» ارتقا یافته است.
بنا به گزارش اسپوتنیک (خبرگزاری): «موشک دهلاویه هواپایه» در کنار موشک‌های «حیدر» و «قمر بنی هاشم (ع)» با همکاری وزارت دفاع و جهاد خودکفایی هوانیروز ارتش جمهوری اسلامی ایران طراحی و ساخته شده است.
این نوع از موشک‌ها به همراه موشک‌های «موشک حیدر» و «قمر بنی هاشم» به صورت تولید انبوه بر روی بالگردهای شکاری-۲۰۹ نصب می‌شود.